# Okko Bekker
Okko Bekker (* 30. Juli 1947 in Heidelberg) ist ein niederländischer Musiker und Musikproduzent.

## Leben
Bekkers Eltern stammten aus den Niederlanden. Bekkers musikalische Talente wurden früh gefördert. Mit sieben Jahren lernte er Klavier zu spielen, später kamen Gitarre, Sitar und Trompete dazu. Mit 21 Jahren machte er eine Schauspielausbildung und trat nebenbei als Straßenmusiker auf, um sich Geld zur Ausbildung dazu zu verdienen.
In den 1960er Jahren lernte er in Hamburg den jungen deutschen Musiker Asmus Tietchens kennen, mit dem er immer wieder zusammenarbeitete. Seine frühe Zusammenarbeit mit Tietchens ist auf dem wiederveröffentlichten Album Adventures in Sound dokumentiert. Nach intensiven musikalischen und technischen Studien wandte sich Bekker der ethnomusikologischen Richtung und der elektronischen Musik zu. Als Solo-Musiker debütierte er 1971 mit dem Album Sitar & Electronics, eine Mischung im Stil der Musik des bengalischen Musikers Ananda Shankar mit den damals typischen „Synth goes Classic“-Sounds. Als Studiomusiker arbeitete in verschiedenen Hamburger Musikstudios, u. a. mit Achim Reichel. Von 1976 bis 1978 war er Bandmitglied der Studio-Band Liliental. 1977 wirkte er als Gitarrist beim Album Cluster & Eno der deutschen Krautrock-Band Cluster mit. Außerdem bildete er gemeinsam mit Lorenz Westphal, Berry Sarluis, Chris Hermann und Wolfgang Timpe die Comedy-Music-Band „Okko, Lonzo, Berry, Chris und Timpe“.
Später komponierte er eigene Lieder und trat 1977 bei einem Show-Konzert von Freddy Quinn auf. Als Filmkomponist verfasste er in den 1990er Jahren die Musik für verschiedene filmische Werke und Comedy-Shows des mit ihm befreundeten Komikers Otto Waalkes, in denen er teilweise auch als Schauspieler auftrat. So komponierte Bekker z. B. den Song Talk to me, welcher Anfang der 1990er Jahre als Titelmelodie der NDR Talk Show verwendet wurde, sowie später diverse Lieder für die Zeichentrickserie SpongeBob Schwammkopf.
Bekker lebt in Hamburg.

## Filmografie

### Schauspieler
- 1978: Einmal vor und Revue
- 1979: Maryland
- 1992: Otto – Der Liebesfilm
- 2004: 7 Zwerge – Männer allein im Wald

### Filmkomponist
- 1987: Boran – Zeit zum Zielen
- 1992: Otto – Der Liebesfilm
- 1993: Ottifanten
- 1995: Otto – Die Serie
- 2000: SpongeBob Schwammkopf

## Diskografie (Auswahl)
- 1971: Okko: Sitar & Electronics
- 1971: Okko: Yoga für Millionen
- 1977: Okko-Solo
- 1978: mit Liliental: Liliental